# Ивинский, Матвей Михайлович
Матвей Михайлович Ивинский  (1718 — ок. 1777) — российский военный деятель, генерал-майор, отличился во время дворцового переворота 1741 года, 25.11.1746 был пожалован в сержанты, Высочайше подтвержден в потомственном дворянском достоинстве Российской Империи 31.12.1741.

## Биография
Происходил из русского дворянского рода, который предположительно вел своё начало из Речи Посполитой и владевший в Рязанской губернии имением Ерлино. По семейному преданию, родоначальник Ивинских приехал в Россию во время правления Ивана Грозного «из королевства Польского, княжества Литовского, повету Лицкого, что близ Городни». В начале XVIII века — мелкие дворяне Юрьев-Польского уезда. Отец Ивинский Михаил Фёдорович (?—1731) был стряпчим кормового Двора.
В 1731 году Матвей Михайлович Ивинский был определён в Дворцовую канцелярию копиистом. 24 апреля 1733 года по указу подписанным графом Салтыковым, он был послан к барону Розену. 20 ноября 1735 года он был определён бароном Розеном в Дворцовую канцелярию канцеляристом, а 27 сентября 1736 года по прошению определён гренадером в Преображенский полк.
15 июня 1736 года был послан в Выборг для обучения того гарнизона полков военной экспедиции. 6 июня 1736 года Ивинский был пожалован из гренадеров в капралы, а 15 августа 1741 года пожалован в фуриеры. Принимал участие в возведении на престол Императрицы Елисаветы Петровны, за что 17 декабря 1741 года он был пожалован в капралы, а 31 декабря в вице-сержанты.
10 апреля 1743 года по именному указу, Ивинский был выпущен в армейские полки премьер-майором и состоял в Шлиссельбургском пехотном полку. 13 августа Ивинский был определён в чине премьер-майора в Рязанский полк, а 25 ноября 1743 года снова взят в Лейб-кампанию вице-сержантом, а 25 ноября 1746 года пожалован в сержанты. В 1762 году Ивинский при раскассировании корпуса Лейб-кампании, был уволен из бригадиров в чине генерал-майора. Скончался в том же году. У Ивинского было 5 дочерей: Елизавета, Наталья, Екатерина, Анна и Ольга.